# Albedo

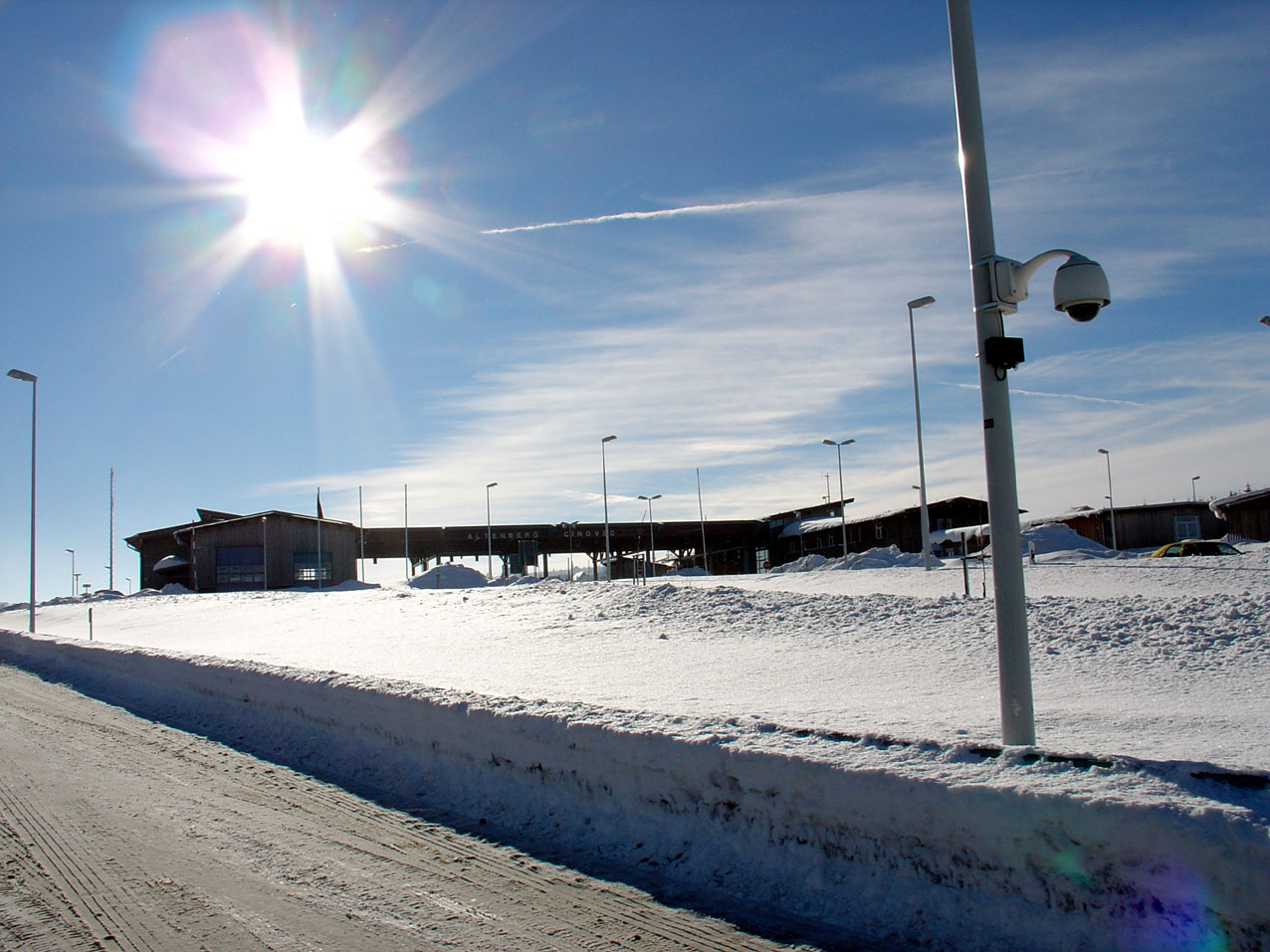
La nieve tiene el albedo más alto de la superficie terrestre.

El albedo  es el porcentaje de radiación que cualquier superficie refleja respecto a la radiación que incide sobre ella. Las superficies claras tienen valores de albedo superiores a las oscuras, y las brillantes más que las mates. El albedo medio de la Tierra es aproximadamente  0.3. Este valor es adimensional y se mide en una escala de cero (correspondiente a un cuerpo negro que absorbe toda la radiación incidente) a uno (correspondiente a un cuerpo blanco que refleja toda la radiación incidente).
Es una medida de la tendencia de una superficie a reflejar radiación incidente.
Un albedo alto enfría el planeta, porque la luz (radiación) absorbida y aprovechada para calentarlo es mínima. Por el contrario, un albedo bajo calienta el planeta, porque la mayor parte de la luz es absorbida por el mismo.
La presencia de agua en la Tierra crea una interesante realimentación positiva para el albedo, ya que las bajas temperaturas incrementan la cantidad de hielo sobre su superficie, lo que hace más blanco al planeta y aumenta su albedo, lo que a su vez enfría más el planeta, creando nuevas cantidades de hielo; de esta manera, teóricamente al menos, podría llegarse al punto en que la Tierra entera se convertiría en una bola de nieve.
En astronomía ofrece un medio indirecto de averiguar la naturaleza de un astro mediante la comparación de su albedo con el de materias conocidas. El más alto registrado hasta el momento en el sistema solar corresponde al del satélite Encélado de Saturno, y el más bajo, al de algunos asteroides carbonáceos, así como a los satélites marcianos Fobos y Deimos.

## Albedo terrestre
| Superficie                        | Albedo típico             |
| Superficies terrestres            |                           |
| Asfalto fresco Asfalto gastado    | 0.04 0.12                 |
| Océano abierto                    | 0.06 (0.05 a 0.10)        |
| Ceniza volcánica                  | 0.07                      |
| Bosque de coníferas (verano)      | 0.08 0.09 a 0.15          |
| Árboles caducifolios              | 0.15 a 0.18               |
| Suelo desnudo                     | 0.17                      |
| Desiertos terrestres              | 0.21                      |
| Hierba verde                      | 0.25                      |
| Arena del desierto                | 0.40                      |
| Nubes (promedio) Nubes brillantes | 0.50 0.78                 |
| Hielo oceánico                    | 0.5-0.7                   |
| Hormigón nuevo                    | 0.55                      |
| Nieve fresca                      | 0.80-0.90                 |
| Planetas del sistema solar        |                           |
| Mercurio                          | 0.06                      |
| Luna                              | 0.07                      |
| Marte                             | 0.15                      |
| Tierra (desde el espacio)         | 0.3                       |
| Júpiter                           | 0.41                      |
| Saturno                           | 0.42                      |
| Urano                             | 0.45                      |
| Neptuno                           | 0.55                      |
| Venus (atmósfera)                 | 0.70                      |
| Otros cuerpos del sistema solar   |                           |
| Cometa Halley                     | 0.04                      |
| Deimos                            | 0.06                      |
| Fobos                             | 0.06                      |
| Meteoroides                       | 0.07                      |
| Encélado                          | 0.99 (mayor registrado)   |
| Extrasolares                      |                           |
| TrES-2b                           | 0.0004 (menor registrado) |

Cualquier albedo en luz visible cae dentro de un rango de alrededor de 0.9 para la nieve fresca a cerca de 0.04 para el carbón vegetal, una de las sustancias más oscuras. Las cavidades profundamente sombreadas pueden lograr un albedo efectivo acercándose al cero de un cuerpo negro. Cuando se ve desde la distancia, la superficie del océano tiene un bajo albedo, al igual que la mayoría de los bosques, mientras que las áreas desérticas tienen algunos de los albedos más altos entre las formas de relieve. La mayoría de las áreas de tierra están en un rango del albedo de 0.1 a 0.4. El albedo promedio de la Tierra es aproximadamente 0.3. Esto es mucho más alto que para el océano principalmente debido a la contribución de las nubes.

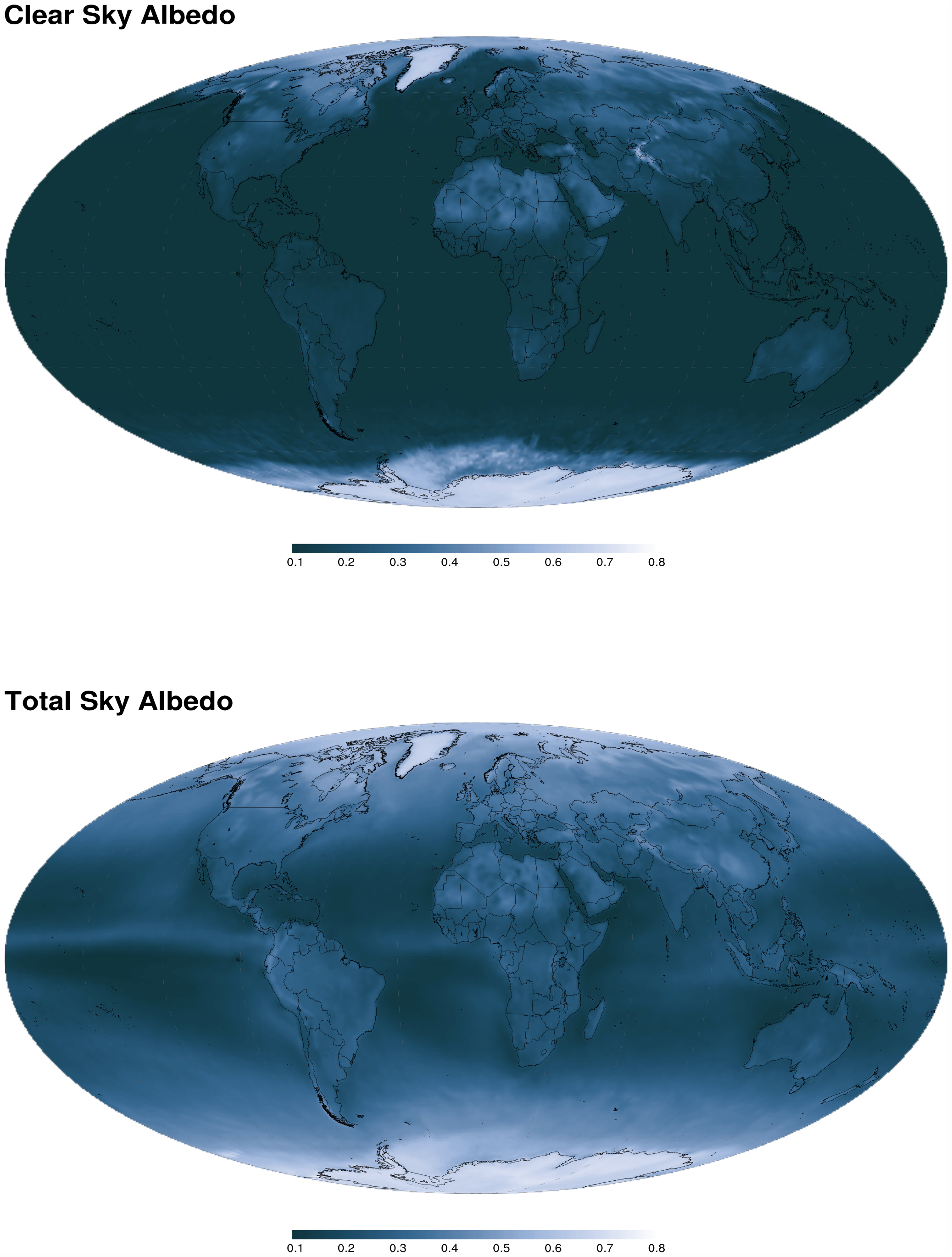
2003-2004 albedo anual medio de cielo despejado y cielo total

El albedo de la superficie de la Tierra se estima regularmente a través de sensores de satélite de observación de la Tierra como los instrumentos MODIS de la NASA a bordo de los satélites Terra y Aqua. Dado que la cantidad total de radiación reflejada no puede medirse directamente por satélite, se utiliza un modelo matemático para traducir un conjunto de muestras de mediciones de reflectancia de satélites en estimaciones de reflectancia hemisférica direccional y reflectancia bi-hemisférica. Estos cálculos se basan en la función de distribución de reflectancia bidireccional (BRDF), que describe cómo la reflectancia de una superficie dada depende del ángulo de visión del observador y del ángulo solar. Por lo tanto, el BRDF permite traducir observaciones de reflectancia en albedo. La temperatura media de la superficie de la Tierra debido a su albedo y el efecto invernadero es actualmente de unos 15 °C. Si la Tierra estuviera totalmente congelada (y por lo tanto sería más reflexiva), la temperatura promedio del planeta caería por debajo de –40 °C. Si solo las masas terrestres continentales estuvieran cubiertas por glaciares, la temperatura media del planeta caería a unos 0 °C. Por el contrario, si toda la Tierra estuviera cubierta por el agua -un así llamado aquaplanet- la temperatura promedio del planeta ascendería a casi 27 °C.

### Albedo de cielo blanco y cielo negro
Para las superficies terrestres, se ha demostrado que el albedo en un ángulo cenital solar determinado θi puede ser aproximado por la suma proporcional de dos términos: la reflectancia direccional-hemisférica en ese ángulo cenital solar, {\displaystyle {{\bar {\alpha }}(\theta _{i})}}, y la reflectancia bi-hemisférica, {\displaystyle {\bar {\bar {\alpha }}}}, siendo {\displaystyle {D-1}} la proporción de radiación directa de un ángulo solar dado, y {\displaystyle {D}} la proporción de iluminación difusa.
Por lo tanto, el albedo real {\displaystyle {\alpha }} (también llamado albedo de cielo azul) puede ser dado como:
{\displaystyle {\alpha }=(1-D){\bar {\alpha }}(\theta _{i})+D{\bar {\bar {\alpha }}}.}
La reflectancia direccional-hemisférica se refiere a veces como el albedo del cielo-negro y la reflectancia bi-hemisférica como el albedo blanco-cielo. Estos términos son importantes porque permiten que el albedo se calcule para cualquier condición de iluminación dada a partir del conocimiento de las propiedades intrínsecas de la superficie.

## Ejemplos de efectos de albedo terrestre

### Iluminación
El albedo no depende directamente de la iluminación porque cambiar la cantidad de luz entrante cambia proporcionalmente la cantidad de luz reflejada, excepto en circunstancias en las que un cambio en la iluminación induce un cambio en la superficie de la Tierra en ese lugar (por ejemplo, a través del derretimiento del hielo reflectante). Dicho esto, el albedo y la iluminación varían según la latitud. El albedo es más alto cerca de los polos y más bajo en los subtrópicos, con un máximo local en los trópicos.

### Efectos de la insolación
La intensidad de los efectos de la temperatura del albedo depende de la cantidad de albedo y del nivel de insolación local (irradiación solar); las áreas de alto albedo en las regiones del Ártico y la Antártida son frías debido a la baja insolación, mientras que áreas como el Desierto del Sahara, que también tienen un albedo relativamente alto, serán más cálidas debido a la alta insolación. Las áreas de selva tropical tropical y subtropical tienen un albedo bajo y son mucho más cálidas que sus contrapartes de bosque templado, que tienen una insolación más baja. Debido a que la insolación juega un papel tan importante en los efectos de calentamiento y enfriamiento del albedo, las áreas de alta insolación como los trópicos tenderán a mostrar una fluctuación más pronunciada en la temperatura local cuando cambie el albedo local.
Las regiones árticas liberan notablemente más calor al espacio del que absorben, enfriando efectivamente la Tierra. Esto ha sido una preocupación ya que el hielo ártico y la nieve se han estado derritiendo a un ritmo más rápido debido a las temperaturas más altas, creando regiones en el ártico que son notablemente más oscuras (siendo el agua o el suelo el color más oscuro) y refleja menos calor de regreso a espacio. Este bucle de retroalimentación da como resultado un efecto de albedo reducido.

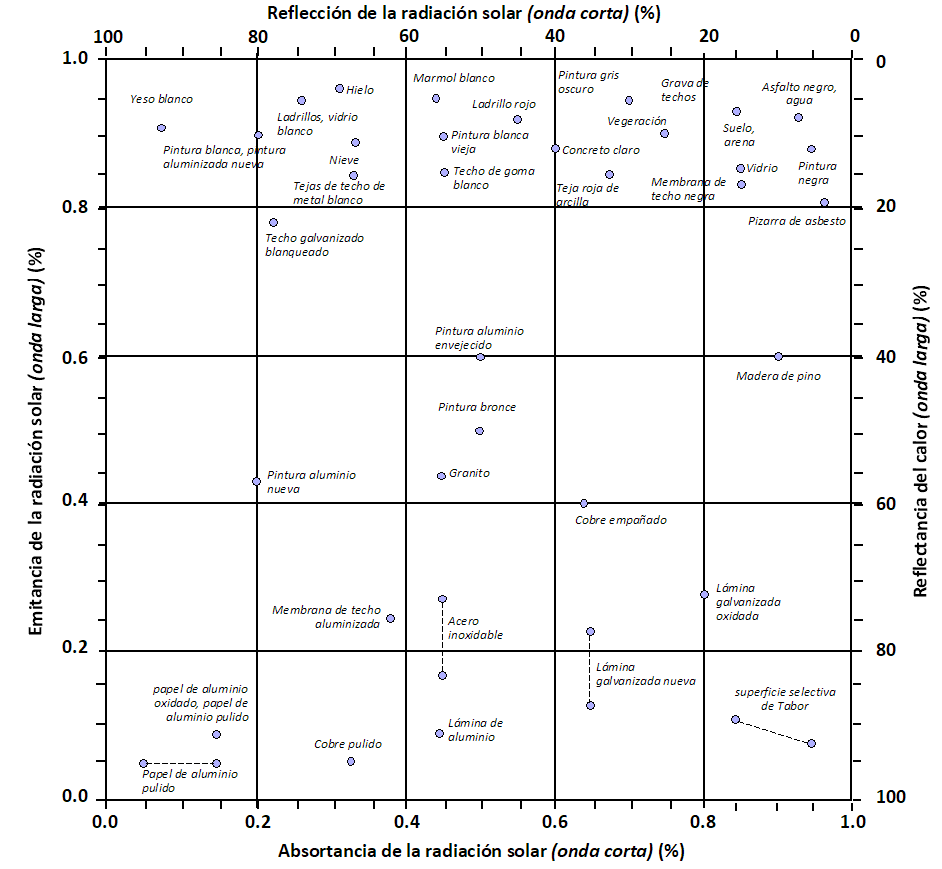
Nomograma que contrasta en cuatro ejes las propiedades de materiales de construcción de edificios ante la incidencia de la radiación solar. Sirve para la determinación de cargas térmicas de locales o temperaturas superficiales en cerramientos opacos.

### Clima y tiempo
El albedo afecta el clima determinando cuánta radiación absorbe un planeta. El calentamiento desigual de la Tierra debido a las variaciones de albedo entre la tierra, el hielo o las superficies oceánicas puede generar clima.

### Albedo–retroalimentación de temperatura
Cuando el albedo de un área cambia debido a las nevadas, se produce una retroalimentación de la temperatura de la nieve. Una capa de nieve aumenta el albedo local, reflejando la luz del sol y provocando un enfriamiento local. En principio, si ningún cambio de temperatura exterior afecta esta área (por ejemplo, una masa de aire cálida), el albedo elevado y la temperatura más baja mantendrían la nieve actual e invitarían a más nevadas, profundizando la retroalimentación de la temperatura de la nieve. Sin embargo, debido a que el tiempo local es dinámico debido al cambio de las estaciones, a veces las masas de aire cálido y un ángulo más directo de la luz solar (mayor insolación) provocan el derretimiento. Cuando el área derretida revela superficies con un albedo más bajo, como la hierba, el suelo o el océano, el efecto se invierte: la superficie que se oscurece reduce el albedo, lo que aumenta las temperaturas locales, lo que induce una mayor fusión y, por lo tanto, reduce aún más el albedo, lo que resulta en un calentamiento aún mayor.

### Nieve
El albedo de la nieve es muy variable, desde 0,9 para la nieve recién caída hasta alrededor de 0,4 para la nieve derretida y tan bajo como 0,2 para la nieve sucia. Sobre la Antártida el albedo de la nieve promedia un poco más de 0,8. Si un área marginalmente cubierta de nieve se calienta, la nieve tiende a derretirse, lo que reduce el albedo y, por lo tanto, provoca que se derrita más porque la capa de nieve absorbe más radiación (el hielo-albedo retroalimentación positiva).
Así como la nieve fresca tiene un albedo más alto que la nieve sucia, el albedo del hielo marino cubierto de nieve es mucho más alto que el del agua de mar. El agua de mar absorbe más radiación solar que la misma superficie cubierta de nieve reflectante. Cuando el hielo marino se derrite, ya sea debido a un aumento de la temperatura del mar o en respuesta al aumento de la radiación solar desde arriba, la superficie cubierta de nieve se reduce y queda expuesta una mayor superficie de agua de mar, por lo que aumenta la tasa de absorción de energía. La energía adicional absorbida calienta el agua de mar, lo que a su vez aumenta la velocidad a la que se derrite el hielo marino. Al igual que con el ejemplo anterior de deshielo, el proceso de derretimiento del hielo marino es otro ejemplo de retroalimentación positiva. Ambos bucles de retroalimentación positiva han sido reconocidos durante mucho tiempo como importantes para el calentamiento global.
La crioconita, polvo arrastrado por el viento que contiene hollín, a veces reduce el albedo en los glaciares y las capas de hielo.
La naturaleza dinámica del albedo en respuesta a la retroalimentación positiva, junto con los efectos de pequeños errores en la medición del albedo, pueden generar grandes errores en las estimaciones de energía. Debido a esto, para reducir el error de las estimaciones de energía, es importante medir el albedo de las áreas cubiertas de nieve a través de técnicas de detección remota en lugar de aplicar un solo valor de albedo en regiones amplias.

## Variación del albedo
Las variaciones del albedo global son un hecho natural producido continuamente a lo largo de la historia geológica, debido a variaciones de origen exogénico y endogénico (deriva continental y los cambios en la distribución de mares y continentes).
A estas variaciones se superponen los intensos cambios ambientales potenciados por la actividad del hombre (utilización de combustibles fósiles para el tránsito vehicular, la actividad industrial y el uso doméstico).
Estas actividades provocan un aumento peligroso de los gases de invernadero, por consiguiente una disminución del albedo y un calentamiento global.
Una caída tan pequeña como de un 0.01 en el albedo de la tierra tendría una influencia en el clima mayor que el efecto de doblar la cantidad de dióxido de carbono en la atmósfera.

## Física nuclear
En física nuclear, el albedo es la capacidad de una sustancia o superficie para reflejar neutrones. Se mide por el cociente entre el número de neutrones reflejados y el número total de neutrones incidentes.